# Cavallermaggiore
Cavallermaggiore (en français, Cavallimours) est une commune italienne de la province de Coni dans la région Piémont en Italie.

## Administration
| Période                                  | Période  | Identité          | Étiquette     | Qualité |
| ---------------------------------------- | -------- | ----------------- | ------------- | ------- |
| 30 mai 2006                              | En cours | Michele Baravalle | Centre gauche |         |
| Les données manquantes sont à compléter. |          |                   |               |         |

### Communes limitrophes
Bra (Italie), Cavallerleone, Cherasco, Marene, Monasterolo di Savigliano, Racconigi, Ruffia, Sanfrè, Savigliano, Sommariva del Bosco

## Personnalités liées à la commune
- Ascanio Sobrero, chimiste, inventeur de la nitroglycérine ;
- Carlo Giuseppe Plura, sculpteur ;
- Marco Arnolfo (1952), prélat catholique italien ;
- Gianmaria Testa (1958), chanteur et musicien né à Cavallermaggiore.